# 시즈오카 스타디움

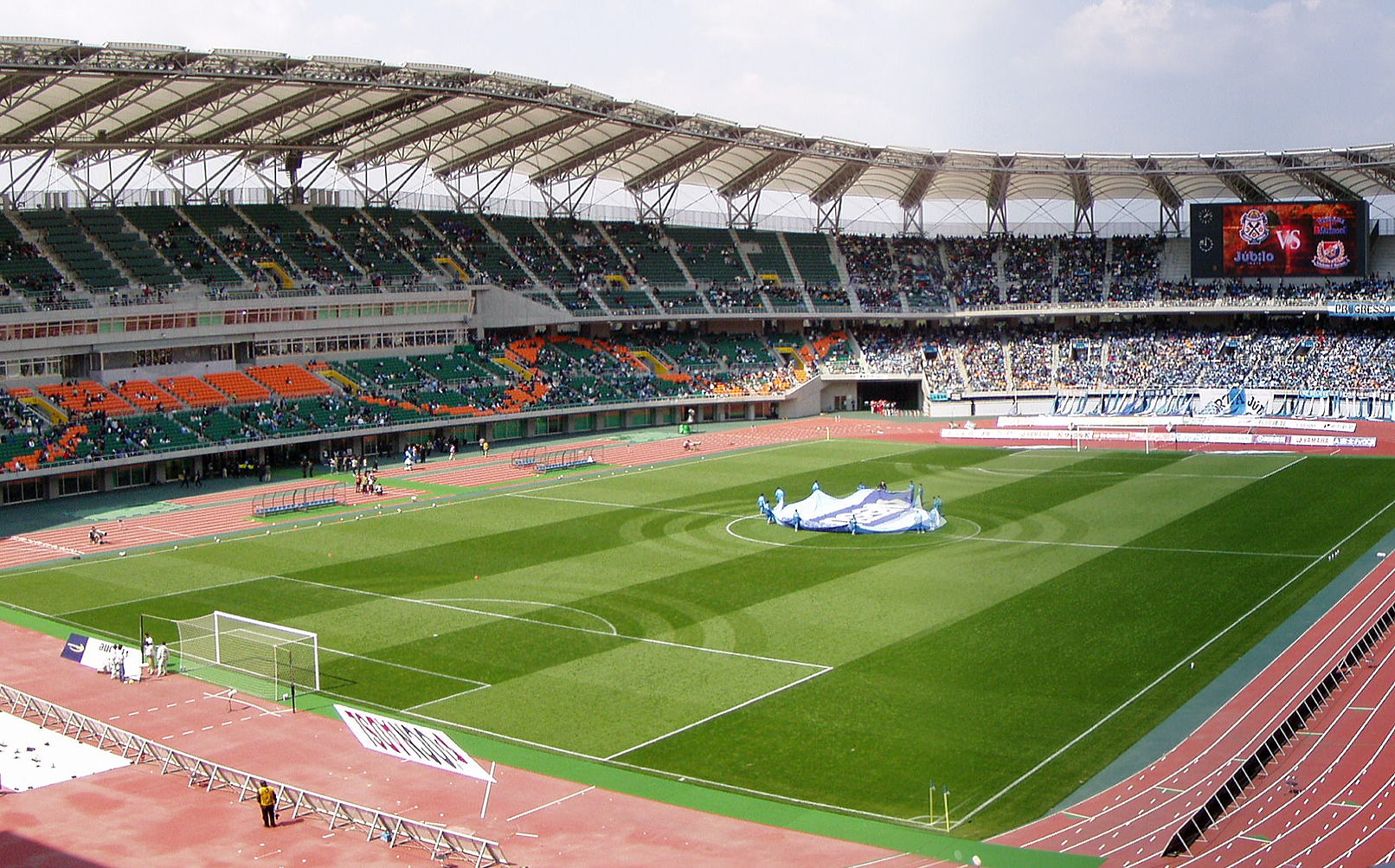
경기장 내부

시즈오카 스타디움(일본어: 静岡スタジアム 시즈오카 스타지아무[*])은 일본 시즈오카현 후쿠로이시에 위치해 있는 종합 경기장으로, 50,889명을 수용할 수 있다. 2001년 3월에 개장했으며 2002년 FIFA 월드컵 대회가 열린 경기장이다. 주빌로 이와타와 시미즈 에스펄스의 홈구장으로 사용되고 있다.
2001년 3월 완공하였다. 시즈오카역에서 52㎞ 떨어진 지점에 있으며, 건축면적 3만 875㎡, 연건평 8만 1200㎡에 지하 1층, 지상 6층(최고 높이 필드로부터 44m)의 규모로 공사비 290억 엔이 투입되었다. 관중석은 2층식 스탠드 구조에 전 좌석이 개별석으로 5만 600석이며, 테플론 막 구조의 지붕이 고정 관중석 전체를 덮는다.
월드컵축구대회 때는 육상경기 트랙에 5,500석의 이동식 좌석을 설치하게 된다. 지붕에 모이는 빗물은 살수로 사용하며, 부대설비로 대형 영상장치 2기, 1500lx 야간 조명장치를 설치하였다. 필드에는 110m×75m 면적에 천연 잔디를 깔았고, 주차장은 6,915대 규모이다. 2003년 일본 전국체전의 주경기장으로 이용될 예정이며, J리그 시미즈 S펄즈(Shimizu S-Pulse)와 주빌로 이와타(Jubilo Iwata)의 홈구장이기도 하다.
일본열도의 본섬인 혼슈[本州] 중심부 부근의 태평양 연안에 자리잡은 시즈오카현은 스포츠, 특히 축구의 인기가 높아 '일본 축구의 메카'로 불린다. 1998년 프랑스 월드컵에 출전한 일본 대표선수 22명 중 9명이 이곳 출신이며, 초등학교 팀에서 사회인 팀까지 1,400여 개 축구팀에 5만여 명의 선수가 등록하여 활동하고 있다.
2002년 제17회 월드컵축구대회 때 독일 대 카메룬(6월 11일), 벨기에 대 러시아(6월 14일)의 조별리그전, 잉글랜드 대 브라질(6월 21일)의 8강전이 열렸다.

## 2002년 FIFA 월드컵
| 날짜            | 팀 1     | 스코어 | 팀 2   | 라운드      |
| --------------- | -------- | ------ | ------ | ----------- |
| 2002년 6월 11일 | 카메룬   | 0 - 2  | 독일   | E조 3차전   |
| 2002년 6월 14일 | 벨기에   | 3 - 2  | 러시아 | H조 3차전   |
| 2002년 6월 21일 | 잉글랜드 | 1 - 2  | 브라질 | 8강전 1경기 |

틀:주빌로 이와타
틀:시미즈 에스펄스